# 黃佳明
黃佳明（1987年7月23日—），台灣棒球選手，曾經效力於中華職棒兄弟象隊兩個球季，守備位置為投手，其兄為曾經加盟過西雅圖水手小聯盟的投手黃佳安，也曾在青棒時期與其兄投補搭當。

## 經歷
- 台東縣南王國小少棒隊
- 台東縣台東體中青少棒隊
- 台東縣台東體中青棒隊
- 台南縣嘉藥科大棒球隊
- 合作金庫棒球隊
- 中華職棒兄弟象隊 (2010年1月5日 - 2011年12月29日)

## 特殊事蹟
1998年新台幣伍佰元鈔票上南王國小少棒隊關懷盃奪冠成員之一，為鈔票上最左邊那位，當時他為冠軍賽勝投。
2011年4月5日於桃園國際棒球場對戰Lamigo桃猿隊，被郭嚴文擊出場內全壘打後對郭修維第一球投出穿越背後的離譜近身球遭到主審警告，投一顆好球後再投出刻意觸身球，遭到主審驅逐出場，也引發兩隊衝突。事後兄弟象隊總教練陳瑞振向媒體坦承此舉為教練團所授意，目的在報復一壘上的蔡建偉在兩隊大比分差距下，還進行打帶跑戰術的不禮貌行為，陳瑞振並對黃先遭郭嚴文擊出全壘打，再面對郭修維連投三球後才達成任務感到不滿；黃佳明在兩天後因戰力調整下降二軍。 
2011年4月6日因前日的不當觸身球經過中華職棒賽務部審視比賽影片後決議做出懲處，遭到罰款一萬元新台幣。
2011年12月29日，由於季中兩次開刀，復原狀況不佳，向球隊自請離隊，結束職棒生涯。

## 職棒生涯成績
| 年度   | 球隊   | 出賽 | 勝投 | 敗投 | 中繼 | 救援 | 完投 | 完封 | 三振 | 四死 | 責失 | 投球局數 | 防禦率 |
| ------ | ------ | ---- | ---- | ---- | ---- | ---- | ---- | ---- | ---- | ---- | ---- | -------- | ------ |
| 2010年 | 兄弟象 | 33   | 4    | 6    | 3    | 0    | 0    | 0    | 27   | 21   | 26   | 62.1     | 3.754  |
| 2011年 | 兄弟象 | 4    | 0    | 0    | 0    | 0    | 0    | 0    | 0    | 6    | 11   | 3.0      | 33.000 |
| 合計   | 2年    | 37   | 4    | 6    | 0    | 0    | 0    | 0    | 27   | 27   | 37   | 65.1     | 5.096  |

## 外部連結
- 黃佳明在台灣棒球維基館上的頁面（繁體中文）
- 黃佳明在中華職棒